# Agios Georgios
Agios Georgios (en griego: Άγιος Γεώργιος) también San Tzortzis (Σαν Τζώρτζης), del italiano San Giorgio, es una isla ahora deshabitada en la entrada del Golfo Sarónico en Grecia. Es la isla deshabitada más grande de las Islas Sarónicas con un área de 4.3 km².

## Geografía
La isla tiene de noroeste a sureste 5,2 kilómetros de largo y hasta 1,5 km de ancho. Alcanza una altura máxima de 300 metros. El faro está en su punto más suroriental. Se encuentra aproximadamente a 19 kilómetros al sur del cabo Sunio y a unos 33 kilómetros al este de la costa de Argólida. La isla más cercana es Patroklos, en el cabo Sunio, situada a 17,3 km. Administrativamente pertenece al municipio de Hydra en la región griega de Ática. Se encuentra a 31 km al noreste de esta isla.

## Historia
En la Antigüedad la isla se llamaba Belbina (Βέλβινα) y estaba habitada por dorios. Heródoto la menciona en un diálogo entre Temístocles y su opositor político Timodemos de Afidnas. A pesar de la relativa proximidad a Ática ellos se relacionaban más con el Peloponeso. Tal vez el asentamiento de la colonia era una ciudad llamada Belemina en la frontera entre Laconia y Arcadia. Se han conservado las huellas de terrazas de la zona y los restos de un asentamiento en la cumbre de esta isla montañosa pero no se han encontrado nunca monedas o inscripciones que pudieran permitir una determinación más precisa de la población. Ya en la Antigüedad se consideraba uno de los lugares más insignificantes de Grecia. Desde la época romana hay evidencias de que la isla fue utilizada como lugar de destierro.
En tiempos modernos, en 1836, se encuentra una mención de la isla que al parecer era propiedad de los agricultores de Hidra, que podían pastar cabras allí y elaborar queso. También de esta época se pueden encontrar todavía restos de los edificios. Durante la Segunda Guerra Mundial la isla sirvió a los ocupantes alemanes como base militar. En la isla existe un parque eólico grande con 23 turbinas.